# Fullmäktigeberedning
Fullmäktigeberedning är ett politiskt organ som inrättas av kommunfullmäktige som också utser ledamöterna. Uppgiften är att bereda ett visst ärende eller en grupp av ärenden för beslut, till exempel förslaget till kommunens budget. Dess beredning ersätter inte den beredning som kommunstyrelsen och eventuell facknämnd måste göra.